# Dell Studio

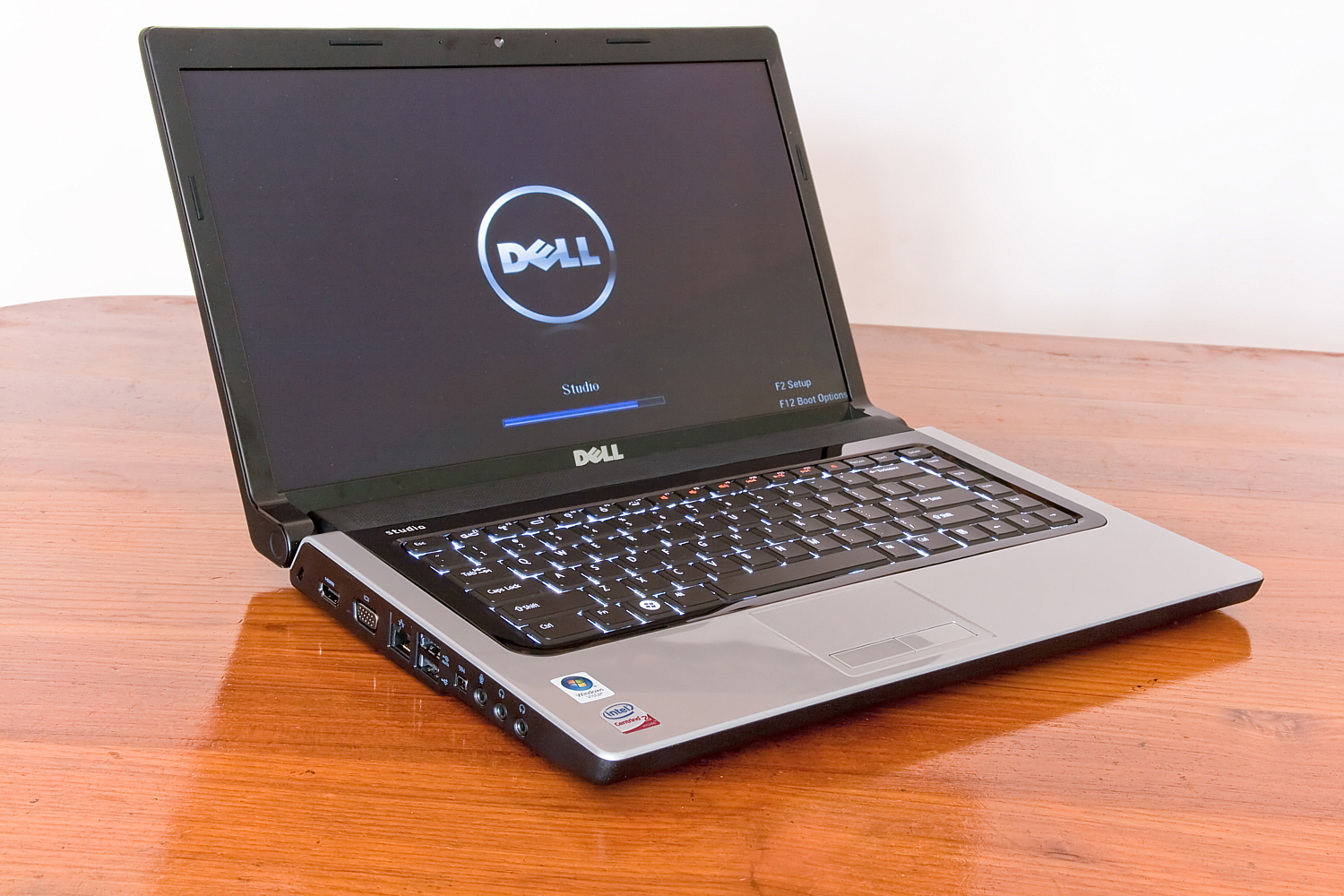
Un portable Dell Studio 1555

Dell Studio est une gamme d'ordinateurs portables conçue par Dell pour le grand public. Son design et ses fonctionnalités font que cette gamme vient s'intercaler entre la gamme Inspiron et la gamme XPS. Son lancement a eu lieu en juin 2008, et à cette date, la gamme se compose de deux modèles :
- Studio 15 - écran 15"
- Studio 17 - écran 17"

## La fin
Depuis sa récente campagne marketing[Quand ?], Dell a supprimé plusieurs de ses gammes afin de simplifier les choix, Adamo et Studio furent donc arrêtés en 2010.